# Guadalajara Open
Guadalajara Open er en professionel tennisturnering for kvinder, der blev spillet for første gang i 2022, og som siden starten har tilhørt WTA Tour. Turneringen bliver spillet på hardcourt-baner i Centro Panamericano de Tenis i Guadalajara, Mexico. Den markedsføres under navnet Guadalajara Open Akron som følge af et sponsorat.
Guadalajara var vært for WTA Finals 2021, og året efter blev Guadalajara Open optaget på WTA Tour i kategorien WTA 1000 for at udfylde en af de ledige pladser i tourens kalender, der opstod som følge af suspenderingen af alle WTA-turneringer i Folkerepublikken Kina efter Peng Shuais forsvinden og i Rusland efter landets invasion af Ukraine i 2022. De to første år fungerede turneringen som en direkte erstatning for den aflyst Wuhan Open, men efter at de kinesiske turneringer vendte tilbage på kalenderen i 2024, blev Guadalajara Open nedgradet til WTA 500-status.

## Finaler

### Damesingle
| År   | Vinder (titel nr.) | Finalist          | Finaleresultat | Kategori |
| ---- | ------------------ | ----------------- | -------------- | -------- |
| 2022 | Jessica Pegula     | Maria Sakkari     | 6–2, 6–3       | WTA 1000 |
| 2023 | Maria Sakkari      | Caroline Dolehide | 7–5, 6–3       | WTA 1000 |
| 2024 | Magdalena Fręch    | Olivia Gadecki    | 7–6(5), 6–4    | WTA 500  |

### Damedouble
| År   | Vindere (titel nr.)             | Finalister                            | Finaleresultat         | Kategori |
| ---- | ------------------------------- | ------------------------------------- | ---------------------- | -------- |
| 2022 | Storm Sanders Luisa Stefani     | Anna Danilina Beatriz Haddad Maia     | 7–6(4), 6–7(2), [10–8] | WTA 1000 |
| 2023 | Storm Hunter (2) Elise Mertens  | Gabriela Dabrowski Erin Routliffe     | 3–6, 6–2, [10–4]       | WTA 1000 |
| 2024 | Anna Danilina Irina Khromatjeva | Oksana Kalasjnikova Kamilla Rakhimova | 2–6, 7–5, [10–7]       | WTA 500  |